# Tills döden skiljer oss åt (1993)
Tills döden skiljer oss åt, amerikansk film från 1993 baserad på Rosalie Bonannos bok Mafia Marriage.

## Handling
Rosalie, dotter till en mäktig maffiaboss gifter sig med sonen till faderns rival, en annan maffiaboss.

## Om filmen
Filmen hade premiär i USA den 23 maj 1993.

## Rollista (urval)
- Eric Roberts - Bill Bonanno
- Nancy McKeon - Rosalie Profaci Bonanno
- Ben Gazzara - Joseph Bonanno
- Peter Jurasik